# Acraea macrosticta
Acraea macrosticta är en fjärilsart som beskrevs av Storace 1949. Acraea macrosticta ingår i släktet Acraea och familjen praktfjärilar. Inga underarter finns listade i Catalogue of Life.